# Leptonetoïdeus
Els leptonetoïdeus (Leptonetoidea) són una superfamília d'aranyes araneomorfes. Està constituïda per tres famílies d'aranyes, totes amb sis ulls:
- Leptonètids (Leptonetidae)
- Oquiroceràtids (Ochyroceratidae)
- Telèmids (Telemidae)